# علي عبدي أواري
علي عبدي أواري (بالصومالية: Cali Cabdi Aware) سياسي صومالي، يشغل منصب سفير الصومال لدى جمهورية مصر والمندوب الدائم لدى جامعة الدول العربية،.

## خلفية تاريخية
ولد علي عبدي أواري في 15 مايو 1957 في بلدة بندر بيلا بمحافظة باري شمال شرق الصومال.
نشط علي عبدي أواري كرجل أعمال وأسس شبكة اس بي سي للإعلام.
شغل أواري مناصب مختلفة في حكومة بونتلاند من ضمنها وزير الدولة للرئاسة للعلاقات الدولية والشؤون الاجتماعية. في عام 2009 ترشح لمنصب رئيس الولاية، وتم إقصائه في الجولة الأولى بحصوله على 4.55٪ من الأصوات.
في عام 2013 ترشح مرة أخرى لرئاسة الولاية في الانتخابات الرئاسية لعام 2014 في بونتلاند التي أجريت في 8 يناير 2014 في العاصمة جروي. وتم إقصاؤه في الجولة الأولى، وانتخب عبد الولي محمد علي رئيسا للولاية.
في 3 يوليو 2024 عينه رئيس الوزراء الصومالي حمزة عبدي بري مستشارا لشؤون المصالحة.
في 8 فبراير 2024 صادق مجلس وزراء الصومال على تعيين علي عبدي أواري سفيرا للصومال لدى مصر، وفي 5 يونيو 2024 قدّم أوراق اعتماده إلى وزير الخارجية المصري سامح شكري، كما عُين مندوبا دائما للصومال لدى جامعة الدول العربية.